# Estación de Aigle
La estación de Aigle es la principal estación ferroviaria de la comuna suiza de Aigle, en el Cantón de Vaud
La estación fue inaugurada en 1857 con la puesta en servicio del tramo Villeneuve - Bex de la línea Lausana - Sion.
Junto a la estación de los SBB-CFF-FFS, existe otra perteneciente a TPC (Transports Publics du Chablais) que opera varios ferrocarriles de vía métrica que salen de la estación de Aigle con destinos a Champéry, Leysin y Les Diablerets

## Servicios Ferroviarios

### SBB-CFF-FFS
En la estación tienen parada diferentes tipos de trenes:
- TGV TGV Lyria París - Brig que opera en temporada.

- IR InterRegio Ginebra-Aeropuerto - Brig, es el servicio que articula principalmente las relaciones de Aigle con las principales comunas del valle del Ródano y el Cantón de Vaud, debido a su gran número de frecuencias (Trenes cada media hora por sentido) y rapidez.

- RE RegioExpress: servicio de trenes regionales semidirectos que cubre la ruta San Mauricio - Lausana, que circulan en las horas punta, sentido Lausana a primera hora de la mañana y sentido San Mauricio por la tarde. De esta manera, Aigle cuenta con más servicios con Lausana en las franjas más demandadas por los viajeros.[1]

- RER Vaud: Actualmente, a Aigle llegan un par de servicios esporádicos de las líneas S 1 y S 3, aunque en un futuro está prevista la prolongación de todas las circulaciones de estas líneas que actualmente finalizan en la estación de Villeneuve hasta Aigle.

### TPC
En las líneas que pertenecen a TPC (Transports Publics du Chablais), operan trenes Regio con destino a:
- R Champéry, adentrándose en el Cantón del Valais y dando servicio a las comunas de Collombey-Muraz, Monthey y Troistorrents además de Champéry. Hay trenes cada hora hasta Champéry desde las 5 de la mañana hasta las 10 de la noche, y además también existen unos servicios cortos hasta Monthey, que hacen que la frecuencia entre esta y Aigle sea de 30 minutos en días laborables. Para esta última relación, el servicio se extiende hasta las 12 de la noche.

- R Les Diablerets, con trenes cada hora desde las 6 de la mañana hasta las 10 de la noche.

- R Leysin, con un trayecto que dura algo más de media hora, y con una frecuencia de una hora siendo las primeras salidas a las 5:30 de la mañana hasta las 11 de la noche.